# Kościół Świętej Trójcy w Kwidzynie
Kościół Świętej Trójcy w Kwidzynie – rzymskokatolicki kościół parafialny w Kwidzynie, w województwie pomorskim. Należy do dekanatu Kwidzyn - Śródmieście diecezji elbląskiej.
Powstał w latach 1846-1858 jako pierwszy kościół katolicki w mieście od czasów reformacji. Przed rozpoczęciem prac budowlanych kwidzyńscy katolicy prowadzili zbiórkę pieniężną oraz kompletowali dokumenty. Świątynię zaprojektował niemiecki architekt Karl Friedrich Schinkel. W dniu 26 listopada 1958 sufragan warmiński Antoni Frenzel konsekrował kościół. Początkowo świątynia pełniła funkcję kościoła rektoralnego. Samodzielną parafię utworzono dopiero w 1872 roku.

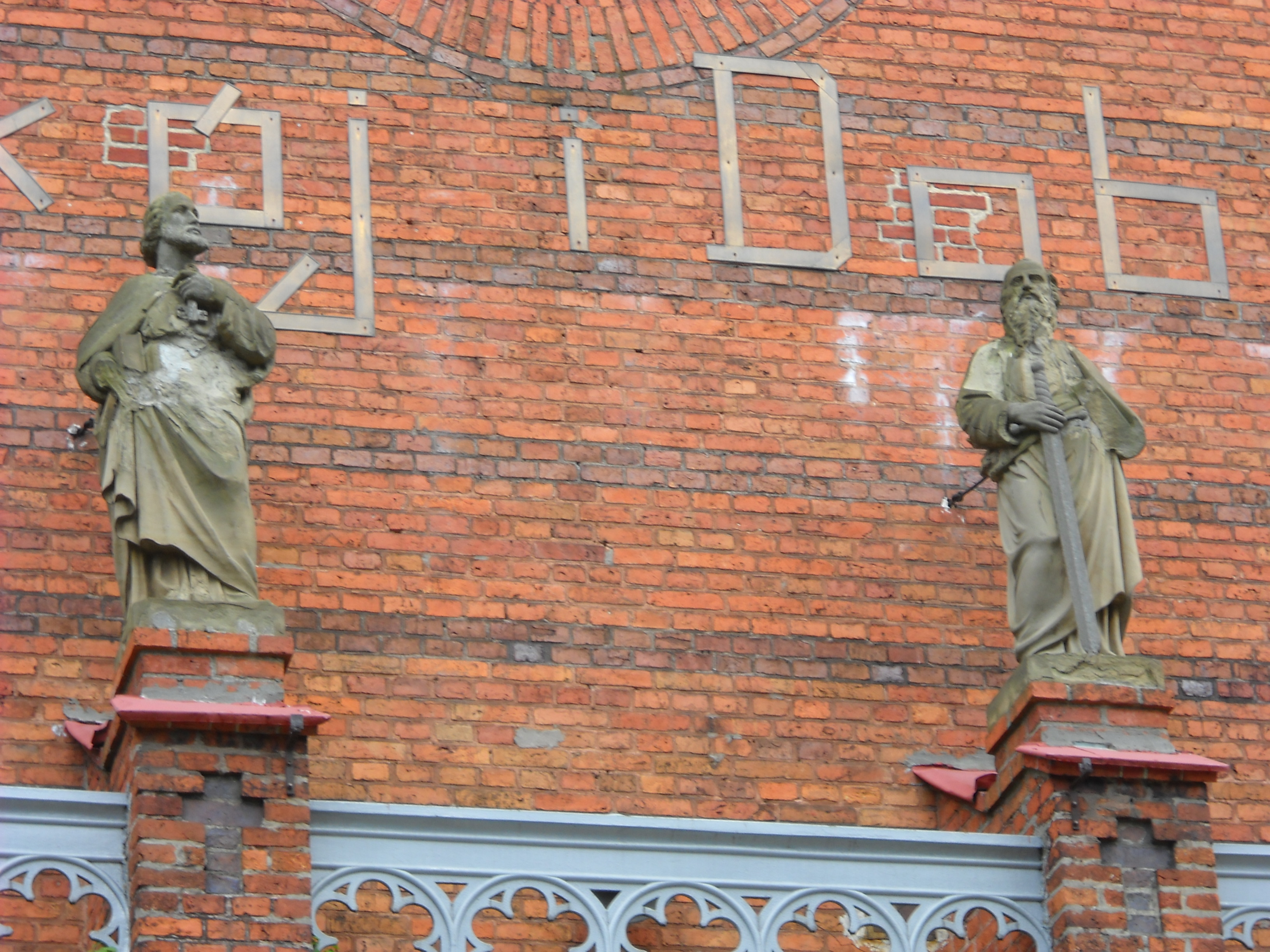
Fasada kościoła - figury świętych apostołów Piotra i Pawła

Budowla została wybudowana z cegły na kamiennych fundamentach. Jest to trzynawowa bazylika wzniesiona na planie prostokąta z pięcioboczną absydą w prezbiterium od strony wschodniej. Główne wejście do świątyni zbudowano jako trzy połączone ze sobą portale. Między portalami są umieszczone figury świętych - Apostołów Piotra i Pawła. Nad portalami są umieszczone balustrady maswerkowe. Nawa główna nakryta jest dachem dwuspadowym. Od frontu znajdują się dwie wieże, których budowę ukończono w 1886 roku.
Kościół reprezentuje styl eklektyczny z elementami architektury neogotyckiej i neoromańskiej, w formie zwanej stylem arkadowym (po niemiecku Rundbogenstil), który wywodzi się z berlińskiego środowiska architektonicznego i powstał w 1 połowie XIX wieku.